# Santa Rosa da Serra
Santa Rosa da Serra é um município brasileiro do estado de Minas Gerais localizado no noroeste do estado de Minas Gerais. Sua população recenseada em 2022 foi de 3 382 pessoas que vivem em uma área total de 284,334 km ². A cidade pertence à mesorregião do Triângulo Mineiro e Alto Paranaíba e à microrregião de Patos de Minas. Tornou-se município em 1962.

## Localização
O centro urbano e financeiro está localizado a uma altitude de 1.040 metros a sudeste de Patos de Minas, no Alto Vale do Rio Indaiá e Funchal bacia do rio São Francisco. Municípios vizinhos são:
São Gotardo (N), Estrela do Indaiá (L), Córrego Danta (S) e Campos Altos (O). Rodovias de acesso são a BR-354 e BR-262 as MGs 135 terra e a municipal 032  terra.

## Economia
O PIB per capita do município em 2021 foi de R$ 30 331,26.